# Tân Văn, Lạng Sơn
Tân Văn là một xã thuộc tỉnh Lạng Sơn, Việt Nam.
Xã Tân Văn có diện tích 39,53 km², dân số năm 1999 là 4.244 người, mật độ dân số đạt 107 người/km².
Theo thống kê năm 2019, xã Tân Văn có diện tích 39,53 km², dân số là 4.042 người, mật độ dân số đạt 102 người/km².